# Åggelby societetshus
Åggelby societetshus, finska: Oulunkylän seurahuone, är ett invånarhus med samlingslokaler i närheten av järnvägsstationen i Åggelby i Helsingfors.
Åggelby Vattenkuranstalt och Pensionat grundades 1881, samma år som Åggelby järnvägsstation öppnades, av målarmästaren Berndt August Ölander (född 1835). Anläggningens huvudbyggnad brandskadades på 1890-talet, varefter Ölander sålde stället till Johanna Charlotta Maexmontan-Knief (1844–1903). Ett stort nytt hus uppfördes till 1897 för att ersätta det nedbrunna. Dessutom byggdes på en flygel och ett torn. Stället drevs som ett pensionat sommartid och som ett sanatorium, under en läkare, vintertid. Det hade rättigheter att servera alkoholhaltiga drycker till sina gäster och till inlagda patienter, samt i samband med måltider också till andra gäster. Driften av kuranstalten drevs efter Sebastian Kneipps metoder.
| ”                            | Åggelby Vattenkuranstalt och Pensionat. Vattenkuranstalten öppnas den 1:a Juni för allmänheten. Naturskön, hälsosam trakt med barr- och löfskog. 15 min. järnvägsresa från hufvudstaden. I anstalten serveras såväl kalla som varma bad. Äfven tillfälle till badformer enligt den i Wörishofen öfliga metoden Kneipp. Läkarevården handhafves af D:r Harald Råbergh, som dagligen har mottagning å anstalten. Pensionatet, som består af 35 komfortabelt inredda rum, öppnas äfven i juni. Större och mindre våningar samt enskilda rum med fullständig inackordering till facila priser. Prospekt gratis & franco. Förfrågningar besvaras af Fru I.C. Maexmonian-Knief, Societetshuset, Helsingfors. | „ |
| – Annons 1897, okänd tidning | |   |

Runt sekelskiftet fanns en förstaklassrestaurant, som var särskilt frekventerat av ryska officerare och också av konstnärsgrupper i Åggelby. Parken utvidgades till järnvägsstationen, med exotiska växter och med en badbassäng. Restaurangerna stängdes på 1920-talet.
Från 1930-talet till in på 1970-talet var Åggelby societetshus under 40 år ett flerfamiljshus med sex lägenheter. En hyresgäst under denna period var tecknaren Risto Mäkinen (1918-1972).
Helsingfors stad köpte 1979 huset, som då var i dåligt skick. År 1985 hyrdes det ut till den 1972 av Klaus Järvinen och Seija Järvinen (född 1931) grundade skolan Åggelby pop- och jazzinstitut, som höll till där under tio års tid. Huset brandskadades 1994 vid en renovering. Åren 1995–2001 inrymde fastigheten Mellersta Nylands Yrkesskola, och också stadens socialförvaltning hade lokaler i huset. År 2002 blev det ett invånarhus. Det används idag av lokala ideella organisationer för möten och evenemang samt av socialförvaltningen, i partnerskap mellan "Oulunkylä-Seura ry" och Helsingfors stad.

## Bildgalleri

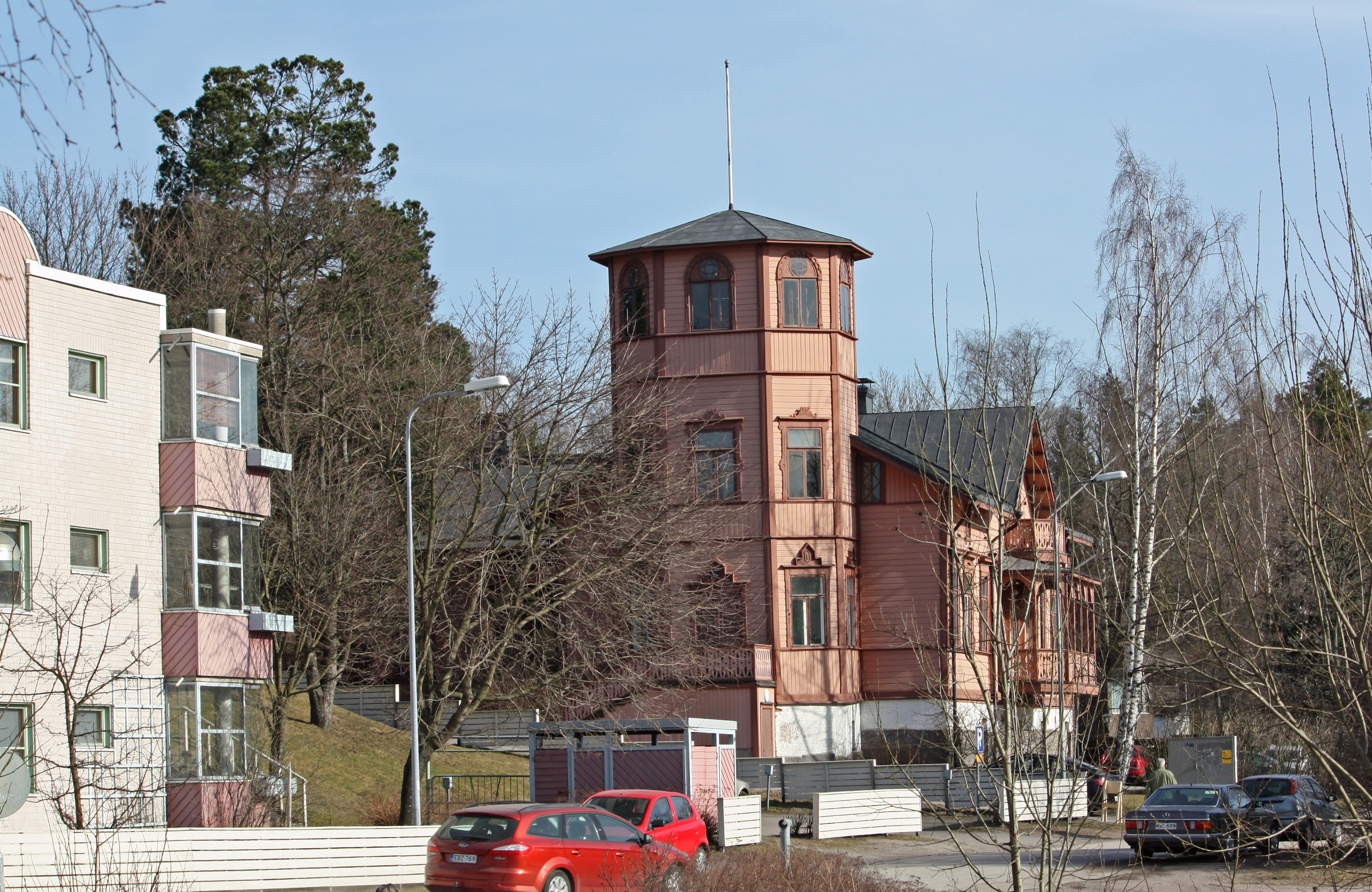
Trevåningstornet på Åggelby societetshus
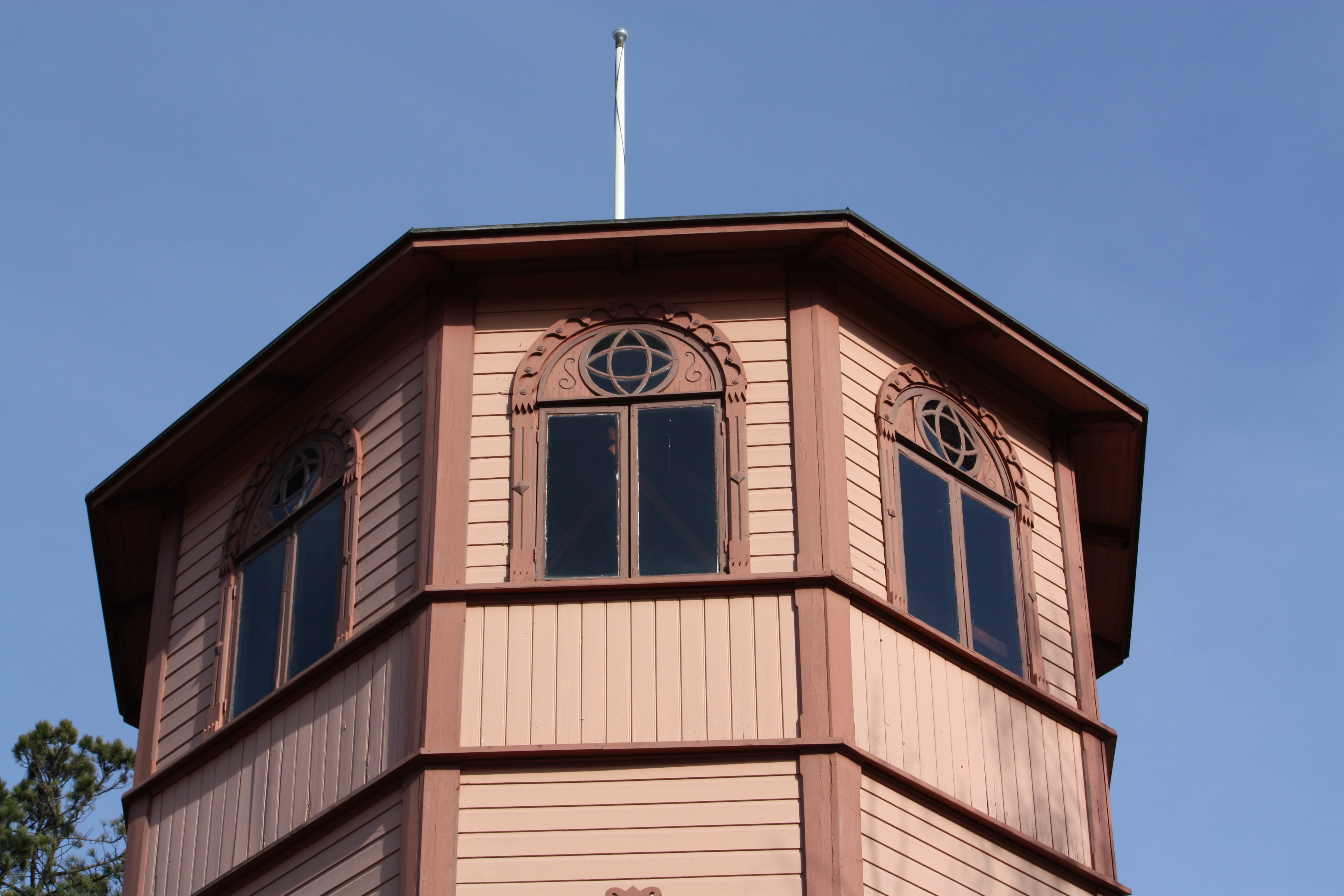
Detalj av tornet
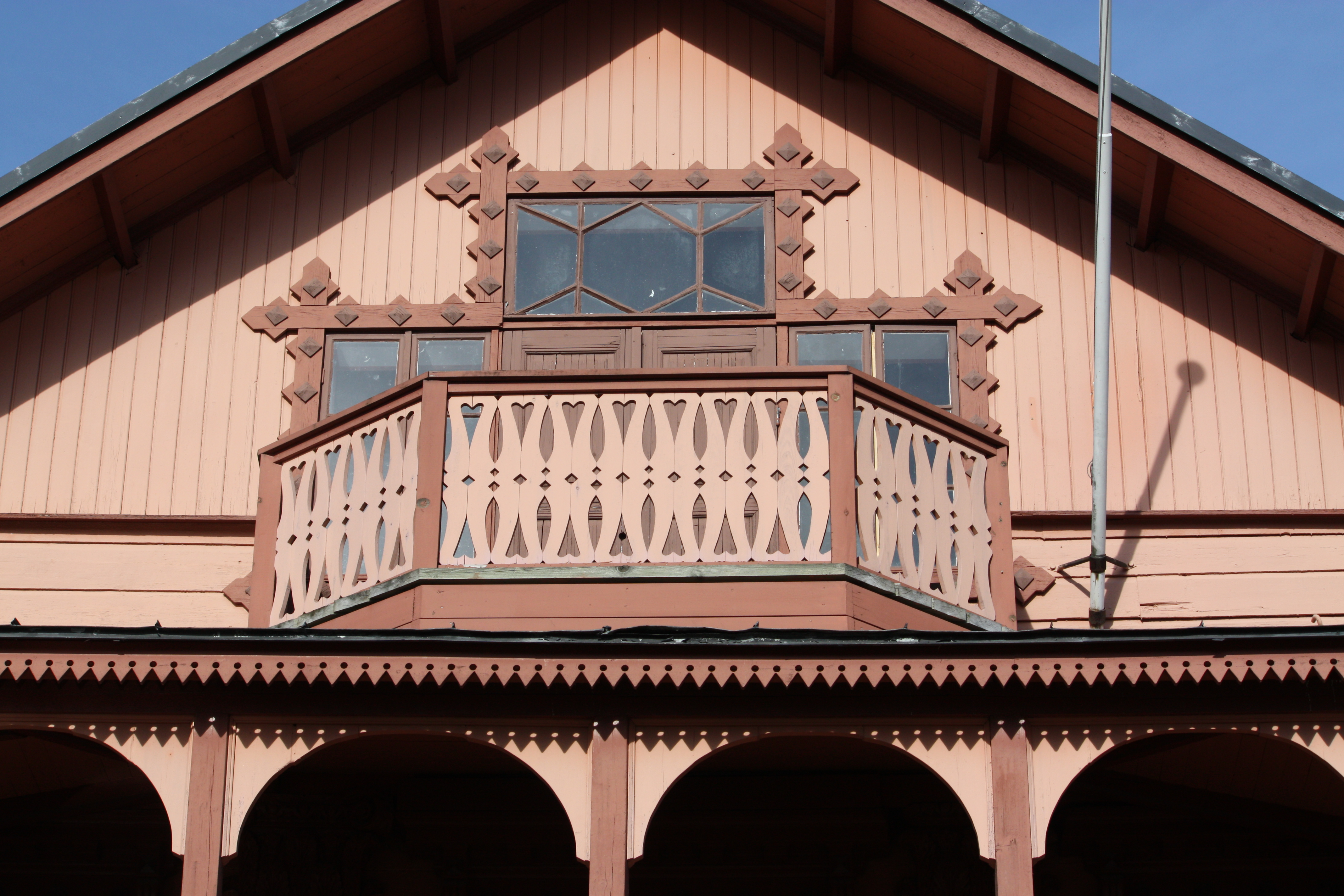
Detalj av fasad med balkong, västra fasaden
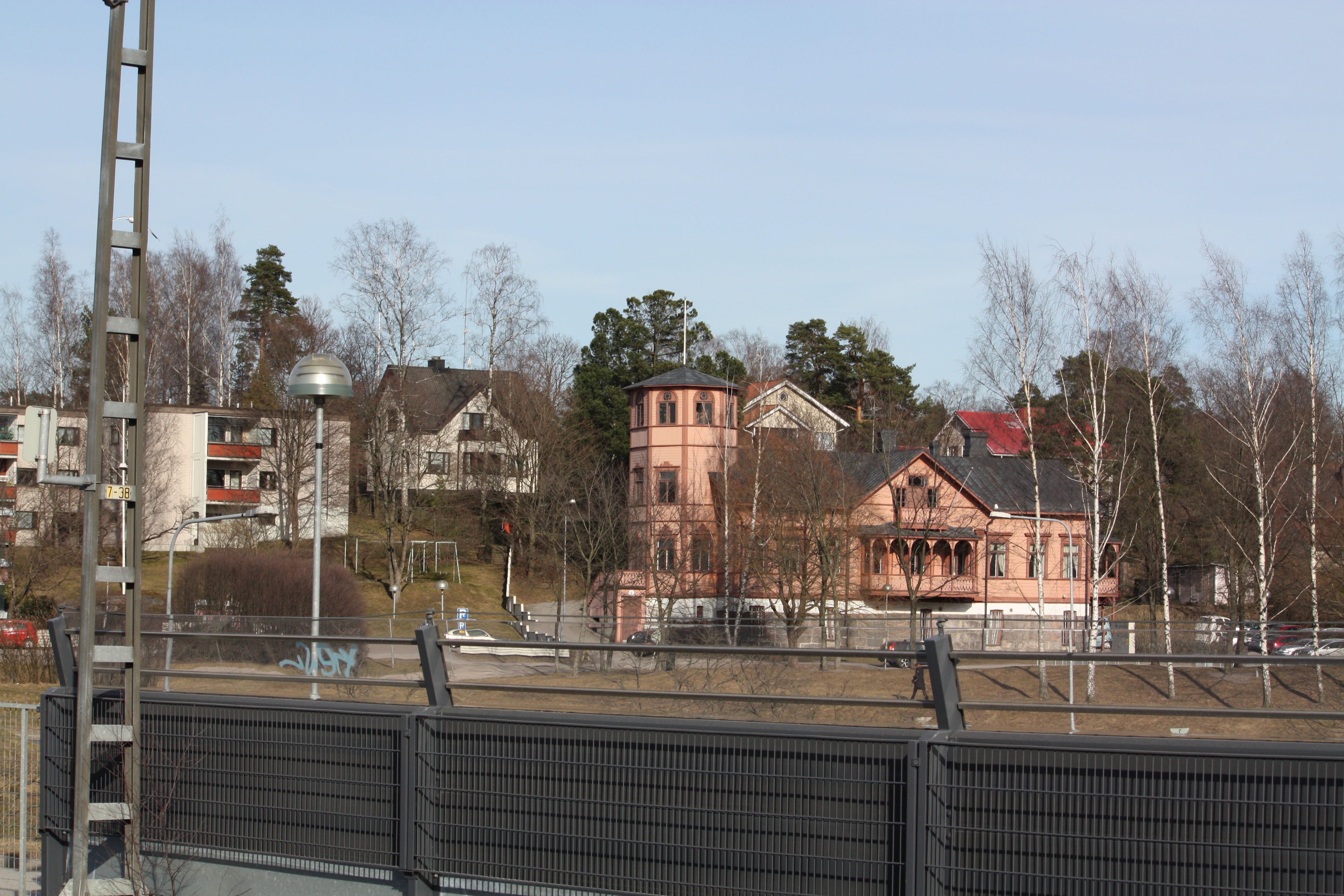
Bebyggelsen vid Larin Kyöstis väg, sedd från järnvägsbron över Åggelbyvägen